# Aurel Moiș
Aurel-Bartolomeu Moiș (n. 6 iunie 1918, Sighetu Marmației, județul Maramureș - d. 1998, București) a fost un colonel român de Securitate care a îndeplinit mai multe funcții de șef de Direcții Regionale. Părinții săi au fost Iuliu și Maria Moiș. În 1966 a fost trecut în rezervă cu gradul de colonel.
Între anii 1949 și 1953, din poziția de Locțiitor șef de direcție al Direcției Regionale a Securității Banat/Timișoara și sub conducerea colonelului Coloman Ambruș, Aurel Moiș, care la acea vreme avea gradul de maior, s-a ocupat de represiunea împotriva grupurilor de partizani anticomuniști din Munții Banatului și Mehedințiului, fiind vestit pentru brutalitatea sa.

## Distincții
- Medalia „A cincea aniversare a Republicii Populare Române” (24 decembrie 1952) „pentru lupta și munca duse în vederea făuririi, consolidării și prosperării Republicii Populare Române”[5]
- Ordinul „Steaua Republicii Populare Romîne” clasa a III-a (21 august 1954) „pentru merite deosebite pe tărîmul construcției de stat, economice, sociale și culturale, cu ocazia celei de a zecea aniversări a eliberării patriei noastre”[6]